# Рюрік Івнєв
Рюрік Івнєв, справжнє ім'я Михайло Олександрович Ковальов (рос. Михаи́л Алекса́ндрович Ковалёв; 23 лютого (11 лютого) 1891, Тифліс, Російська імперія — 19 лютого 1981, Москва, СРСР) — російський поет, прозаїк, перекладач.

## Біографія
Народився в революційно налаштованій дворянській сім'ї. Батько, Олександр Самойлович Ковальов, був капитаном російської армії та служив помічником військового прокурора Кавказького військово-окружного суда. Матір, Анна Петрівна Принц, походила з голландського графського роду. Після смерті чоловіка в 1894 році вона була змушена одна виховувати двох синів, працювала в жіночій гімназії в Карсі, де і пройшло дитинство Івнєва.
В 1900 році майбутній поет вступив в Тифлівйський кадетський корпус, де навчався до 1908 року та познайомився з майбутнім героєм громадянської війни Павлом Андрійовичем Павловим. Також величезний вплив на нього справила сестра матері, есерка Тамара Принц.
Після закінчення катетського корпусу Івнєв вступив на юридичний факультет Санкт-Петербурзького Імператорського університету, але невдовзі був змушений перевестися в Москву. Переведення було пов'язане з незадоволенням його співпрацею з більшовицькою газетою «Зірка». В 1912 році Івнєв закінчив юридичний факультет Московського університету.
В 1910-х роках він входив до членів московської футуристичної групи «Мезанін поезії».
Після перемоги Жовтневої революції він став помічником Луначарського. Одночасно він співпрацює з газетою «Вісник ВЦИК», бере участь в роботі IV Надзвичайного з'їзду Рад робітників, християн, солдатських та козацьких депутатів.
В 1919 році Івнєв був відряджений на південь як завідувач оргбюро агітпотяга імені А. В. Луначарського. Відвідує Україну і Грузію. Повернувшись до Москви, в 1921 році очолює Всеросійську спілку поетів. В цей період починається зближення Івнєва з імажиністами. В їхньому видавництві виходить збірка його віршів «Сонце в гробі» й брошура «Чотири вистріли в чотирьох друзів».
В 1925 році бере учать у складанні збірника спогадів про Сергія Єсєніна разом з іншими його друзями. Надолі Єсєнін часто фігурує в мемуарній прозі Рюріка Івнєва.
До 1931 року Івнєв активно подорожує від Закавказя до Дальнього Сходу, від Німеччини до Японських островів, як спецкор журналів «Вогник» та «Ехо» і газети «Відомості». В 1931 році переїжджає в Ленінград, де приступає до роботи над автобіографічним романом «Богема».
В роки Великої Вітчизняної війни Івнєв працює в газеті «Боєць РККА». В останні роки — активно видаються його нові збірники, як поетичні, так прозові. Перекладав з грузинської та осетинської мов.
До останніх днів свого життя Рюрік Івнєв не припиняв роботи, активно допомагав молодим літераторам. Помер письменник за письмовим столом за три дні до свого дев'яностоліття. Похований на Ваганьковському кладовищі в Москві, на Васільєвській алеї.

В советскую литературу Ивнев вошёл в тени имажинистов. Его значение для западной славистики как в поэзии, так и в прозе невелико.

Всю жизнь Рюрик Ивнев был на службе у времени, а время, казалось, забыло его…

## Особисте життя
Рюрік Івнєв мав численні гомосексуальні стосунки протягом свого життя, та згадував про них у своїх щоденниках, опублікованих у 2013 році.

## Твори

### Вірші
- Самосожжение. В 3-х кн., 1913-15
- Пламя пышет, М., «Мезонин поэзии»,1913
- Рюрик Ивнев и Пётр Эсс, «У Пяти углов», типографія «Рекорд», загородный 36, СПБ, 1913.
- «Золото смерти» Изд. Центрифуга, Москва, 1916. Надрукована в типографії «Автомобилист».
- Самосожжение, 1917
- Солнце во гробе, М., Имажинисты, 1921 — 25 віршів, відібраних Єсєніним
- Осада монастыря, 1925
- Избранные стихотворения, Тб., 1945
- Стихи. Тб. 1948.
- Избранные стихи, М.,1965
- Память и время, М.,1969
- Избранные стихотворения, М., 1974
- Часы и голоса. Вірші, спогади, 1978
- Тёплые листья, 1978
- Стихотворения, 1982

### Проза
- Юность. Роман, 1912
- Несчастный ангел. Роман, Пг.,1917
- Четыре выстрела в Есенина, Кусикова, Мариенгофа, Шершеневича. Статьи, 1921
- Любовь без любви. Роман, М., 1925
- Открытый дом. Роман, Л.,1927
- Герой романа. Роман, Л., 1928

### Переклади
- Поема Низами «Сім красунь» (з фарсі)[6]